# Giffoni Valle Piana
Giffoni Valle Piana est une commune italienne de la province de Salerne, dans la région Campanie.

## Administration
| Période                                  | Période | Identité | Étiquette | Qualité |
| ---------------------------------------- | ------- | -------- | --------- | ------- |
|                                          |         |          |           |         |
| Les données manquantes sont à compléter. |         |          |           |         |

### Communes limitrophes
Acerno, Calvanico, Giffoni Sei Casali, Montecorvino Pugliano, Montecorvino Rovella, Montella, Pontecagnano Faiano, Salerne, San Cipriano Picentino, Serino.

### Personnes liées
Pierpaolo Cavaliero c'était un Juraient par Giffoni Expérience 2009-2017.[Quoi ?]